# Hydriomena aztecaria
Hydriomena aztecaria là một loài bướm đêm trong họ Geometridae.